# Markiza (architektura)

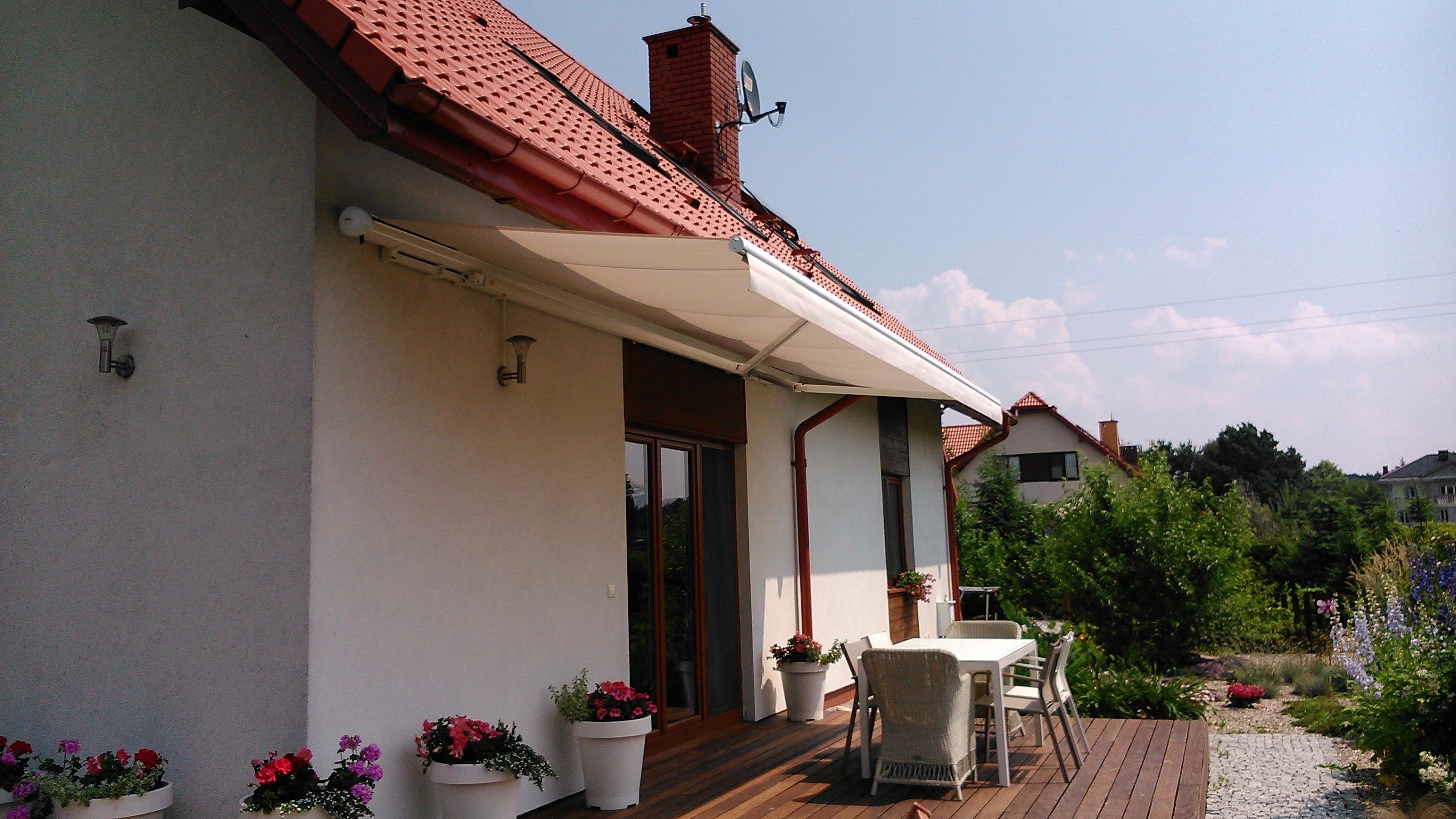
Markiza w półkasecie aluminiowej

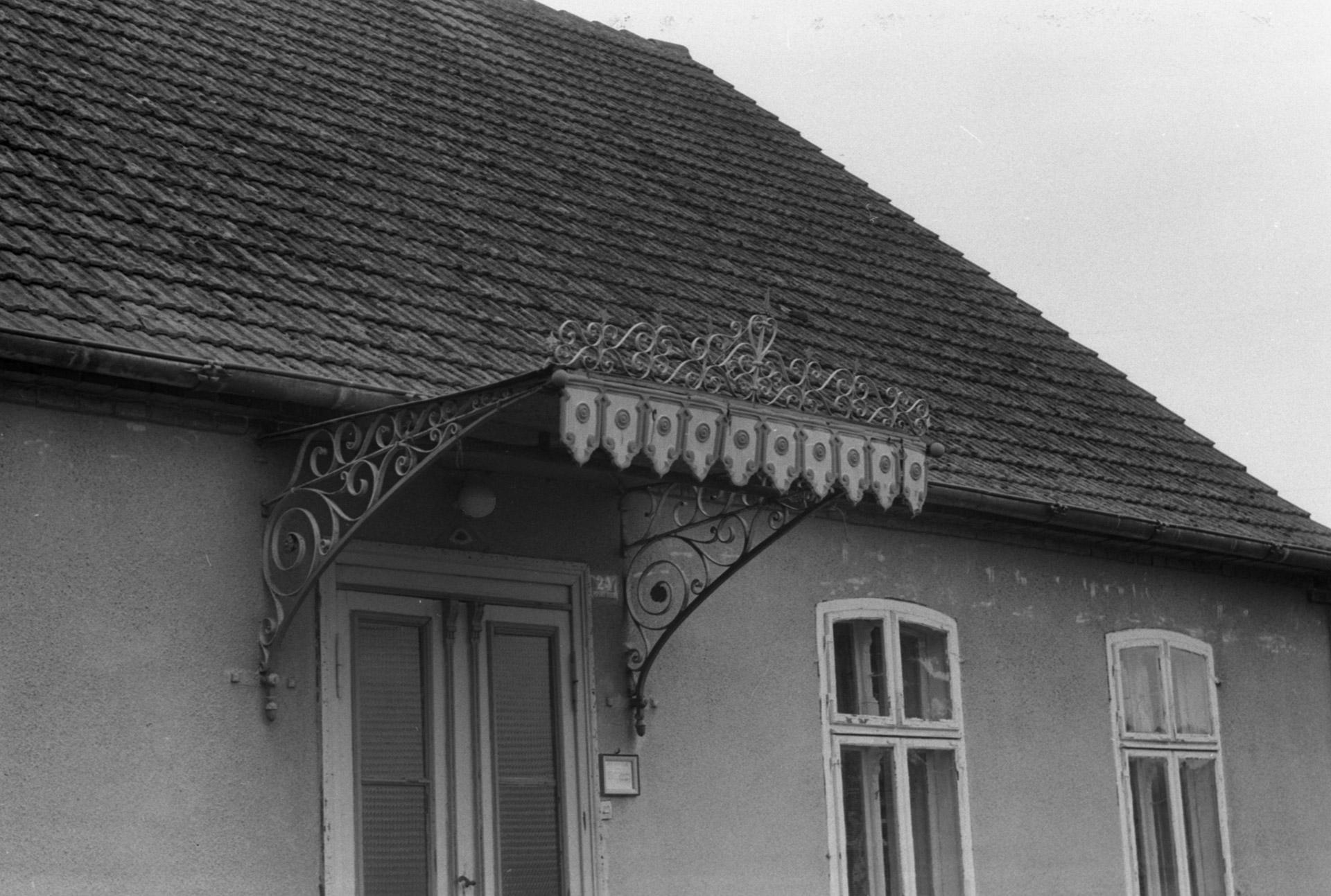
Markiza metalowa

Markiza – zasłona przeciwsłoneczna montowana na zewnątrz budynku, stosowana wyłącznie do ochrony przed promieniowaniem słonecznym np. tarasu, balkonu, ogródka restauracyjnego, witryny sklepowej, stoiska zewnętrznego. Rozwijanie i zwijanie tkaniny markizowej realizowane jest z użyciem mechanizmu sterującego elektrycznego lub ręcznego. Tkanina markizowa to część wyrobu, nie tylko służy do ochrony przed słońcem, lecz również spełnia rolę elementu
dekoracyjnego. Wykonana na bazie wysokogatunkowych materiałów. O wytrzymałości markizy informuje klasa wiatrowa podana przez producenta. Rozróżnia się cztery klasy wiatrowe: 0,1, 2 i 3. Pierwsze markizy przeciwsłoneczne, zwane velarium, były instalowane już w starożytnym Rzymie.
Wśród markiz wyróżnia się co najmniej kilka poniższych grup:
- Markizy kasetowe – całkowicie chowane w kasecie.
- Markizy fasadowe – do zamontowania głównie na balkonach.
- Markizy dachowe – stosowane na przeszklonych dachach.
- Pergole – zdecydowanie bardziej odporne na warunki atmosferyczne niż tradycyjne markizy.